# Guy de Chauliac
Cet article concerne le chirurgien français du XIVe siècle. Pour le médecin militaire et Compagnon de la Libération français, voir Guy Chauliac.
Guy de Chauliac, ou Gui de Chauliac, Gui de Chaulhac, né vers 1300 à Chaulhac et mort le 23 juillet 1368, est un chirurgien français. Il est connu également sous le nom latin de Guido de Cauliaco. Il est l'auteur du traité de chirurgie Chirurgia Magna publié en 1363.
Il est considéré comme le père de la chirurgie médicale, profession alors réservée aux barbiers. D'abord chanoine au cloître de l'église de Saint-Just, il devint ensuite médecin auprès de la papauté d'Avignon. Il a ainsi été le médecin des papes Clément VI, Innocent VI et Urbain V.

## Biographie

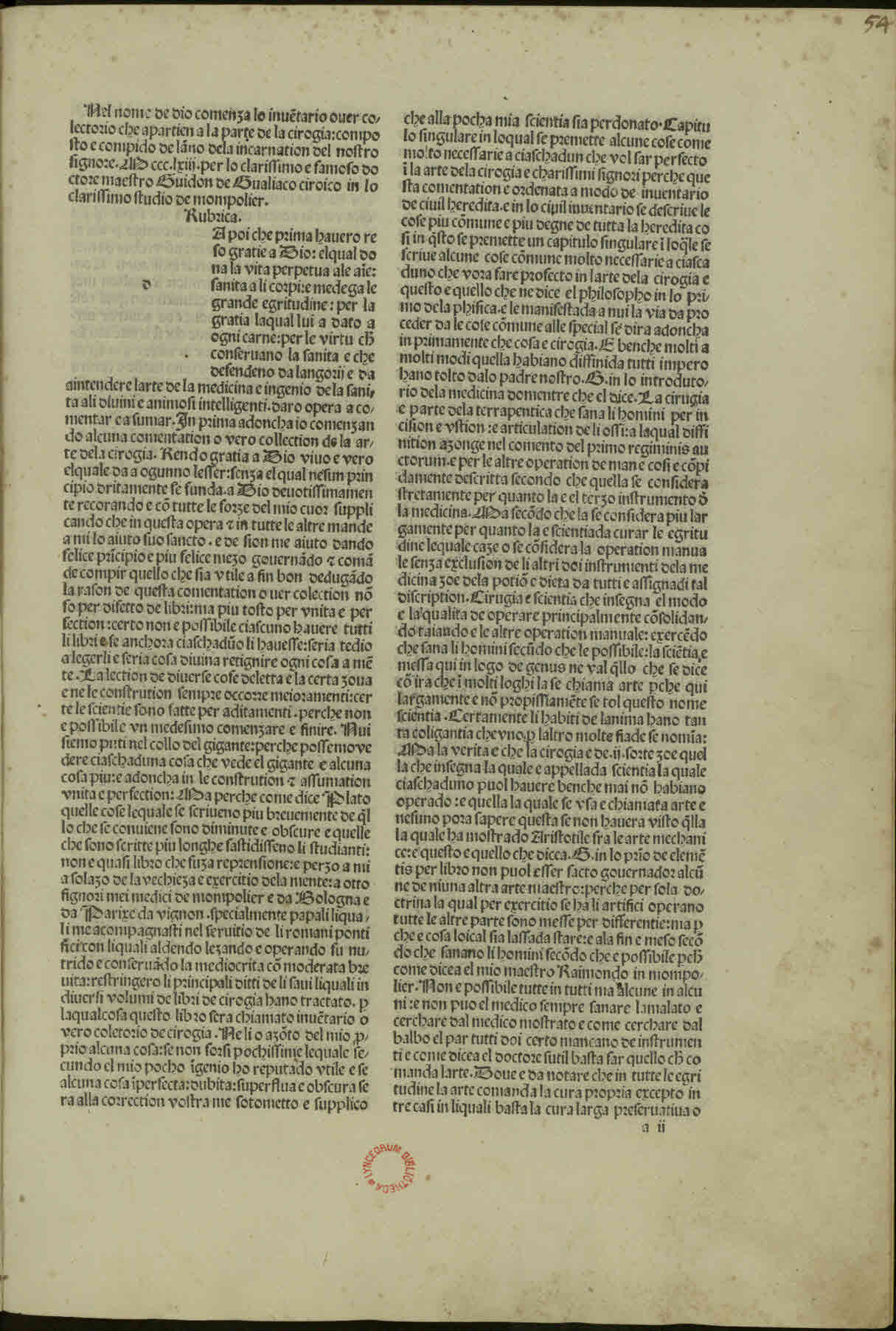
Chirurgia, 1493.

### Jeunesse et études
Guy de Chauliac naît dans une famille modeste vers 1298 sur les monts de la Margeride, à Chauliac en Gévaudan, dans le diocèse de Mende. Les informations concernant sa jeunesse sont très faibles. Une légende s'est formée autour de cette lacune historique. Il y est dit qu'une jeune fille noble de la baronnie de Mercœur, dont Chaulhac faisait partie, se serait cassé la jambe, et cette fracture ne guérissait pas. Après avoir consulté une sorcière qui leur conseilla un jeune garçon doué, la jeune fille est montrée à Guy qui parvint si bien à la soigner qu'elle ne tarda pas à remarcher. La châtelaine de Mercœur aurait alors payé les études du jeune Guy.
Il a sans doute commencé ses études au Malzieu, puis à Mende auprès du collège de chanoines. Là aussi la légende se mêle aux faits avérés, mais son instructeur au Malzieu lui aurait indiqué Toulouse pour continuer ses études. Guy de Chauliac commence ses études de médecine à la faculté de Montpellier. Il écrit lui-même dans la Grande Chirurgie qu'il a eu pour maître Nicolas Catalan de Toulouse, mais aucune date de son passage dans la ville ne semble conservée. À Montpellier, il a pour maître Raymond de Molières. Il devient maître de médecine en 1325, la maîtrise s'obtenant après une licence en six ans et des voyages pour parfaire son art. Il continue, à partir de 1326, son apprentissage à Bologne puis à Paris, où il se parfait dans ses connaissances en anatomie et se créer un réseau de connaissances parmi les maîtres parisiens ainsi que les médecins du roi Jean Ier de Bohême.
Vers 1340, il est nommé chanoine de l'église Saint-Just de Lyon.

### Années d'errances
Après Paris, les sources concernant Guy de Chauliac sont plus vagues. Il semble qu'il ait beaucoup voyagé, gagnant sa vie au fil des opportunités comme nombre de médecins à cette époque. À partir de la fin de ses études en 1330, il faut attendre 1342 pour que l'on retrouve sa trace dans des écrits.

### Chanoine auprès des papes

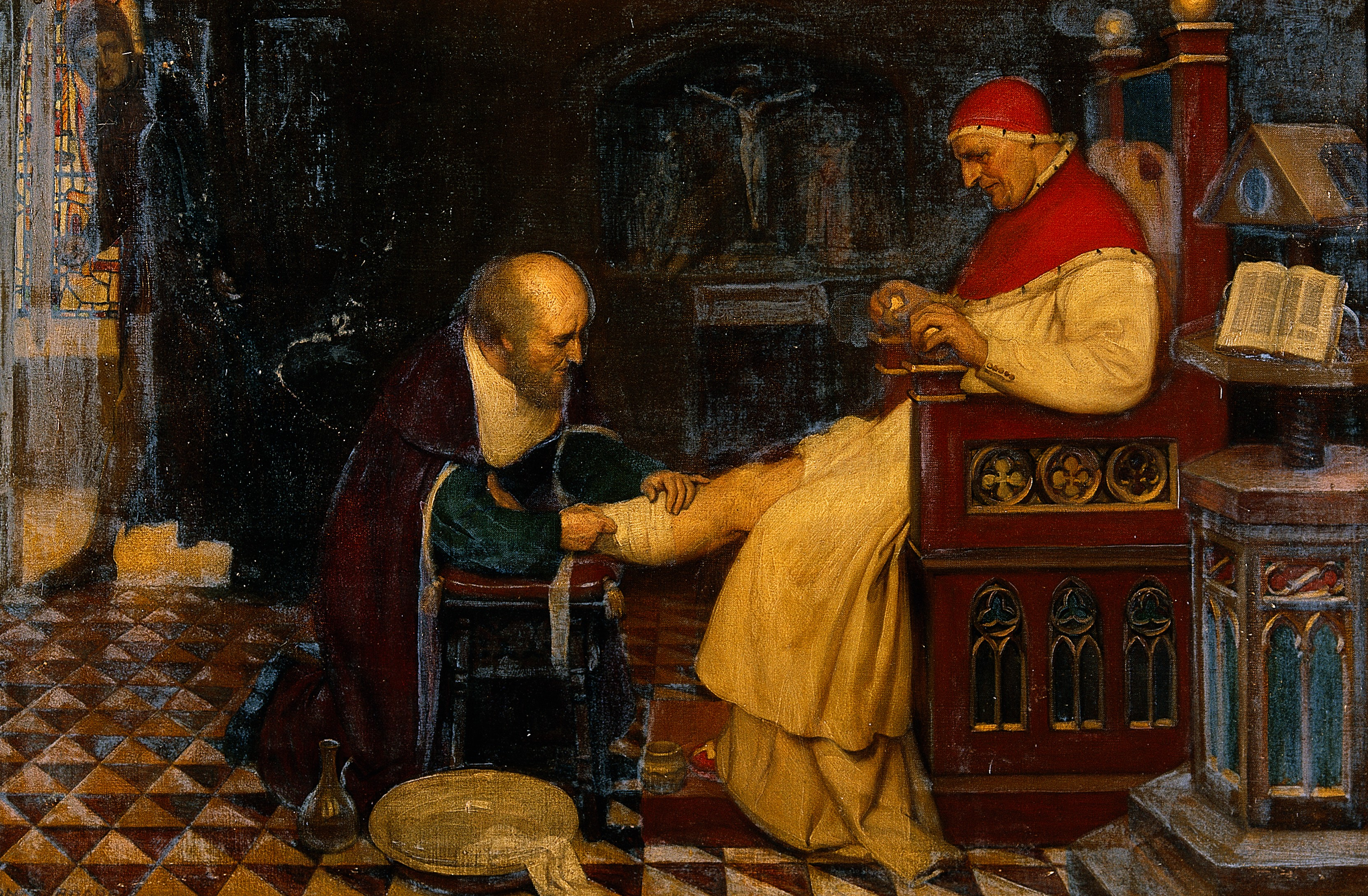
Guy de Chauliac bandant la jambe du pape Clément VII à Avignon, pendant que Petrarque, son ennemi, jaloux de son influence, le regarde, par Ernest Board (1877-1934).

Vers 1344, Guy de Chauliac devient chanoine au monastère Saint-Just à Lyon. Il accède même à la prévôté de l'église. Médecin du monastère, il est habilité à pratiquer la chirurgie dans l'infirmerie du couvent. Mais ses charges lyonnaises apparaissent bien modestes si on les compare à celles qu'il va occuper à Avignon. Ces dernières feront de lui un personnage considérable. 
Les papes Innocent IV, puis Clément V ont séjourné à Saint-Just. C'est peut-être pour cela que Guy de Chauliac est appelé à se rendre à Avignon en 1348 pour aider à lutter contre la grande épidémie de peste. En 1348, lorsque la grande peste éclate, il est à Avignon le huitième médecin du pape Clément VI, qui l'autorise à pratiquer l'autopsie publique des pestiférés afin d'essayer d'arrêter ce fléau. Cette mesure permet à Guy de Chauliac d'être parmi les précurseurs de la dissection (humaine) dans le but médical.
Al-Tasrif (La pratique) est une encyclopédie médicale de trente volumes qui fait le bilan des connaissances médicales de son époque et les confronte à son expérience personnelle. Il étudie aussi la traduction latine de l'ouvrage Al-Tasrif de son éminent prédécesseur Abu Al-Qasim.
Guy de Chauliac arrive donc au palais des Papes afin de soigner les malades de la peste. Cependant, son dévouement au contact permanent de la maladie lui fait la contracter. Il se soigne lui-même en testant sur lui des méthodes chirurgicales. Il pratique ainsi l'incision des bubons qui apparaissent sur son corps. Par contre, il ne parvient pas à empêcher la mort de Laure de Noves ; à ce titre, il est possible que les Invectives contre les médecins de Pétrarque soient dirigées contre lui.
Par la suite il devient médecin des papes. Durant son séjour à Avignon, quatre d'entre eux furent ses patients : Benoît XII[réf. nécessaire], Clément VI (8e médecin en 1342), Innocent VI (2e médecin en 1352) et Urbain V (1er médecin en 1362). Il aurait, par exemple, trépané Clément VI pour le soigner de céphalées.
En 1353 il est fait chanoine avec prébende de Reims par Innocent VI, poste qu'il cessera d'honorer en 1359 pour rejoindre Saint-Just où il vient d'être fait prévost du Chapitre.
En 1367, Urbain V, lui aussi gévaudanais, le fait chanoine de Mende en Lozère.

### Disparition
Le 23 juillet 1368 il meurt sur la route reliant Avignon et Lyon, dans un lieu qui n'a pas été retenu. Il est alors inhumé au cimetière des prêtres de Saint-Just.

## Œuvre
Considéré comme le plus grand chirurgien du Moyen Âge, il laisse des écrits qui témoignent d’une intelligence pratique comme d’une grande érudition. Il publie en 1363 son important traité de chirurgie Chirurgia Magna, qui est une adaptation de Inventorium sive Collectorium artis chirurgicalis medicinae déjà publié en 1340. Cette œuvre sera connue dans tout le monde latin sous le surnom de Guydon ou Guidon en référence à son prénom. Son livre, dans lequel il fait référence plus de cent soixante-dix fois à l’Al-Tasrif, rédigé près de 400 ans plus tôt par Abu Al-Qasim, a été traduit dans toutes les langues — notamment en français dès 1542 par Jean Canappe — et sera partout l'ouvrage classique par excellence, jusqu'au XVIIIe siècle au moins. On lui attribue également des traités sur les degrés, les hernies et la cataracte.

## Postérité
Un hôpital du centre hospitalier universitaire de Montpellier porte aujourd'hui son nom. Il en est de même du centre hospitalier régional de Mende.
Son nom est également donné à une rue de Montpellier.